# Louis Dollo
Pour les articles homonymes, voir Dollo.

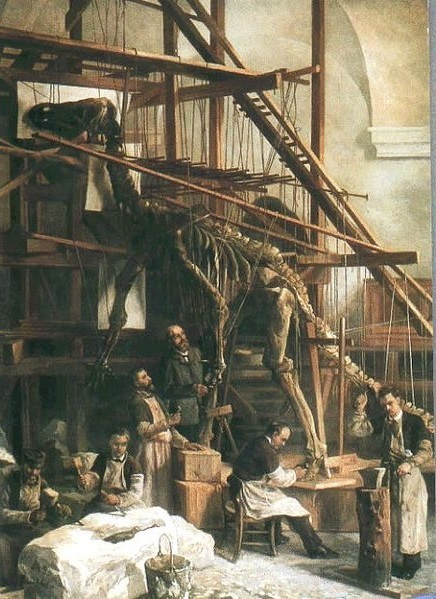
Louis De Pauw supervisant le montage d'un squelette d'iguanodon dans la chapelle Saint-Georges à Bruxelles, vers 1882-1885.

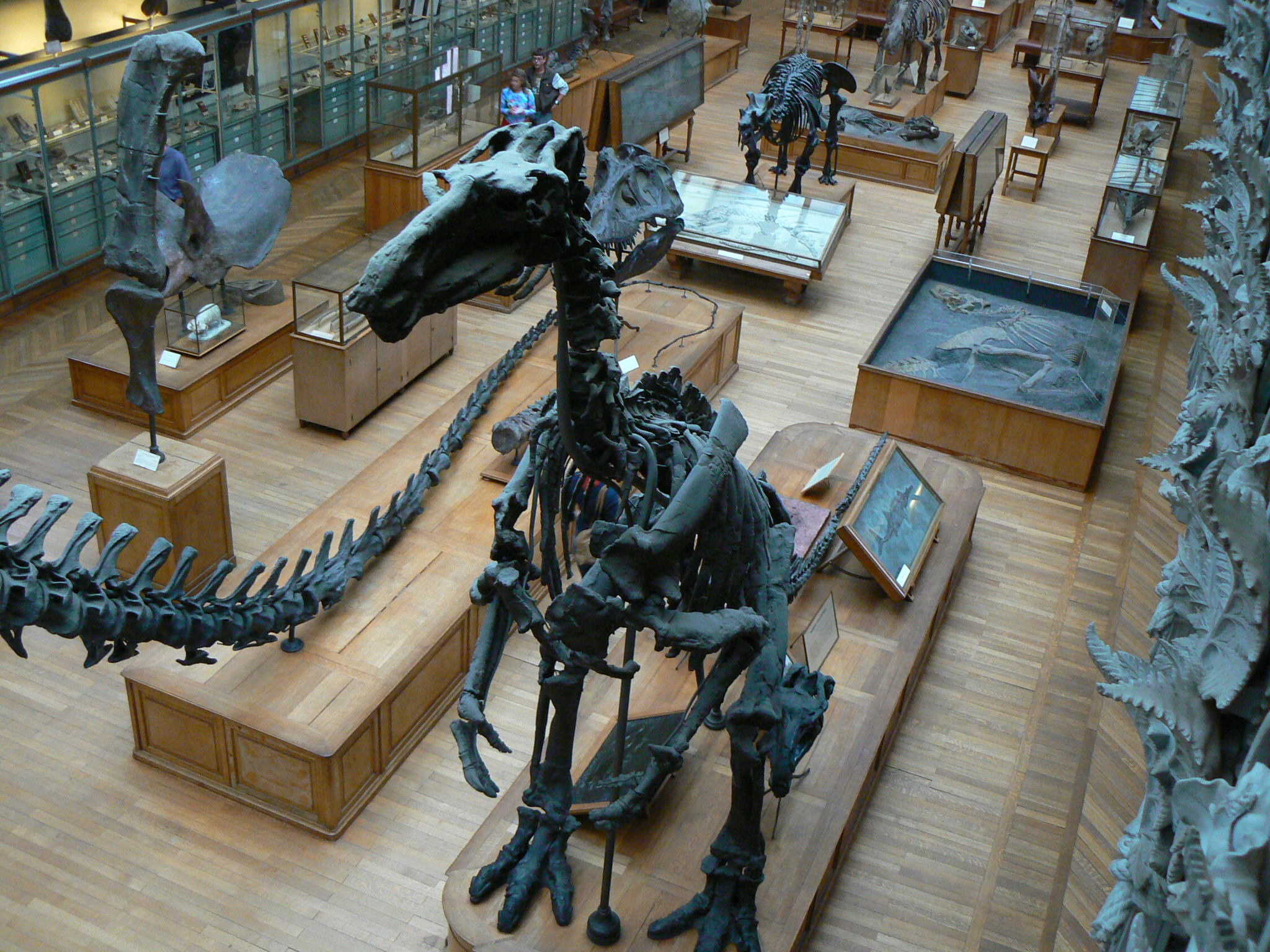
Iguanodon de Bernissart au Muséum national d'histoire naturelle de Paris.

Louis Antoine Marie Joseph Dollo, né à Lille le 7 décembre 1857 et mort à Bruxelles le 19 avril 1931, est un paléontologue belge d'origine française, connu pour ses travaux sur les dinosaures et pour son hypothèse sur la nature irréversible de l'évolution. Il établit les principes de la paléobiologie.

## Biographie
Après des études d'ingénieur à l'Institut industriel du Nord (École centrale de Lille) d'où il sort major de la promotion 1877, il commence sa carrière dans l'industrie des mines. Pendant trois ans à partir de 1878, il supervise l'extraction, à 321 m de profondeur dans une mine de charbon à la frontière franco-belge, des célèbres iguanodons de Bernissart. Il se consacre d'abord à leur étude comme une passion scientifique en parallèle de son métier d'ingénieur (il devient aide naturaliste au muséum royal de l'histoire naturelle à Bruxelles), puis s'installe en Belgique et en fait son activité principale à partir de 1882. Il est lauréat de la Société des sciences de Lille et de la Société géologique de Londres.
Entre 1882 et 1885, alors qu'il est conservateur de la section des vertébrés fossiles de l’Institut royal des sciences naturelles de Belgique, il travaille à la reconstitution des squelettes de ces dinosaures, qu’il fait monter dressés sur leurs pattes postérieures. Le premier est assemblé à l'intérieur d'une église désaffectée servant d'atelier au Muséum des sciences naturelles de Belgique. Une dizaine de ces squelettes constitue dès lors la principale attraction du musée. Il devient conservateur du Muséum des sciences naturelles de Belgique en 1891. Il coopère avec son ancien professeur Alfred Giard et la station marine de Wimereux (université Lille Nord de France).
Vers 1890, il formule une hypothèse sur la nature irréversible de l'évolution, connue plus tard sous le nom de « loi de Dollo », selon laquelle une structure ou un organe perdu ou abandonné au cours de l'évolution ne saurait réapparaître au sein d'une même lignée d'organismes.

« En 1893, pour la première fois, le grand paléontologiste belge Louis Dollo a fait ressortir avec force que le développement phylogénétique est irréversible. (...) La signification donnée par Dollo à cette loi est "qu'un organisme ne peut retourner, même partiellement, à un état antérieur déjà réalisé dans la série de ses ancêtres". »

— Othenio Abel, La loi biologique de l'inertie (1932)
La loi de Dollo fait l'objet d'une étude de Stephen Jay Gould publiée en 1970. Cette hypothèse, très largement admise, a été remise en cause en 2003 par les travaux de Michael F. Whiting sur la réversion, découverte d'exceptions à la Loi de Dollo grâce à l'étude de certains insectes qui, après avoir perdu leurs ailes, les auraient retrouvées cinquante millions d'années plus tard. Elle a été revalidée au niveau moléculaire en 2009, tirant parti d'études sur des récepteurs glucocorticoide.
Par la suite, Louis Dollo poursuit ses travaux sur les fossiles en ajoutant à l'étude des dinosaures et de leur écologie, sur laquelle il est le premier à se pencher, celle des poissons, des reptiles et des oiseaux.
Il enseigne à l'université de Bruxelles (Institut Solvay) comme professeur de paléontologie à partir de 1909 et reçoit en 1912 la médaille Murchison.

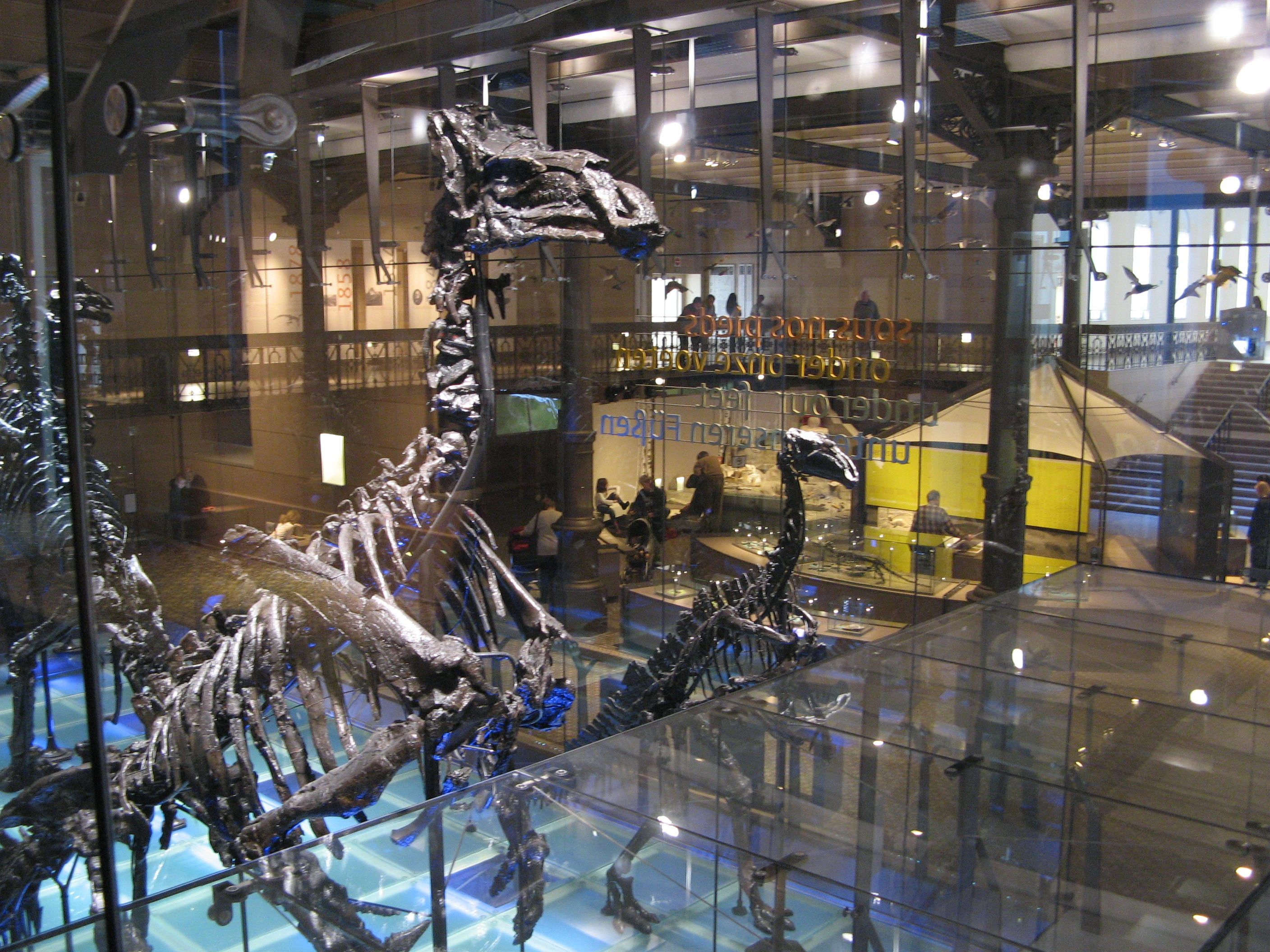
Iguanodon et Dollodon au Muséum des sciences naturelles de Belgique

Il a donné son nom nom aux Dollodons, genre proche voire pour certains un temps assimilés, désormais distingués, des Iguanodons.

## Œuvre

### Systématique des dinosaures et autres animaux fossilisés
- Hypsilophodontidae, 1882,
- Boulengerina, 1886,
- Cryptodires Eurysternidae, 1886,
- Iguanodontia-Iguanodon bernissartensis, 1888,
- Iguanodontia-Iguanodon mantelli, 1888,
- Prognathodon, 1889,
- Bathydraconidae Gerlachea australis, 1900,
- Bathydraconidae Racovitzia glacialis, 1900,
- Bathydraconidae scotiae, 1906,
- Macrourinae Cynomacrurus, 1909,
- Palaeoctopodidae, 1912,
- Elapidae,
- Dyrosauridae.

### Publications
Notes
- Louis Dollo, « Première note sur les dinosauriens de Bernissart », in Bulletin du Musée royal d'histoire naturelle de Belgique, 1: 161-180, Tome 1:1882.
- Louis Dollo, « Deuxième note sur les dinosauriens de Bernissart », in Bulletin du Musée royal d'histoire naturelle de Belgique, [7 p. ; pl.], 8°, Tome 1:1882.
- Louis Dollo, « Troisième note sur les Dinosauriens de Bernissart », in Bulletin du Musée royal d'histoire naturelle de Belgique, [36 p.], 8°, Tome 2:1883
- Louis Dollo, « Quatrième note sur les Dinosauriens de Bernissart », in Bulletin du Musée royal d'histoire naturelle de Belgique, [26 p.], 8°, Tome 2:1883
- Louis Dollo, « Note sur l'ostéologie des Mosasauridae », in Bulletin du Musée royal d'histoire naturelle de Belgique, [20 p.], 8°, Tome 1, 1882.
- Louis Dollo, « Note sur la présence chez les oiseaux du troisième trochanter¸ des dinosauriens et sur la fonction de celui-ci », in Bulletin du Musée royal d'histoire naturelle de Belgique, Tome 2, 1883.
- Louis Dollo, « Note sur les restes de dinosauriens rencontrés dans le Crétacé supérieur de la Belgique », in Bulletin du Musée royal d'histoire naturelle de Belgique, 2: 205-221, 1883
- Louis Dollo, Sur la signification du trochanter pendant des dinosauriens, Paris, Doin ; Lille, Danel, 1888
- Louis Dollo, Sur le crâne des masasauriens, Paris, Doin ; Lille, Danel, 1888
- Louis Dollo, « Première note sur les mosasauriens de Maestricht », in Bulletin Soc. belge Geol. Pal. Hydr., Vol. 4, 1892.
- Louis Dollo et Alfred Giard, Les ancêtres des marsupiaux étaient-ils arboricoles ?, Station marine de Wimereux, 1899
- Louis Dollo, 1901-1904, Institut de France / Ms 4228, Paris
- Louis Dollo, « Les dinosauriens adaptés à la vie quadrupède secondaire », in Bulletin Soc. belge Geol. Pal. Hydr., 19: 441-448, 1905
- Louis Dollo, « Podocnemis congolensis, tortue fluviatile nouvelle du Montien (Paléocène inférieur) du Congo et l'évolution des Chéloniens fluviatiles », p. 48-65, pl. VII ; 3 fig.¸Ann. Mus. Congo Belge¸ Géol., Paléont. & Min., Bruxelles, sér. III, t.I, 1913
- Louis Dollo, « Les Céphalopodes déroulés et l’irréversibilité de l’évolution », Bijdragen tot de Dierkunde, vol. 22, no 1,‎ 1922, p. 215-226 (ISSN 0067-8546, lire en ligne).
- Louis Dollo, Le Centenaire des iguanodons (1822-1922), Philos. Trans. roy. Soc. London¸ ser. B, vol. 212, 1923
- Louis Dollo et Pierre Teilhard de Chardin, Les gisements de mammifères palocènes de la Belgique, Museum Hist. Naturelle / TAP Br; Paris, 1924.

Ouvrages
- Louis Dollo, Les Ancêtres des mosasauriens, Paris, G. Carré, coll. « Bulletin scientifique de la France et de la Belgique », 1903 (BNF 30346745)
- Louis Dollo, Sur le "Lepidosteus suessoniensis", Paris, G. Carré, coll. « Bulletin scientifique de la France et de la Belgique », 1892 (BNF 30346749)
- Louis Dollo, Sur la morphologie des côtes, Paris, G. Carré, coll. « Bulletin scientifique de la France et de la Belgique », 1892 (BNF 30346748)
- Louis Dollo, Sur la morphologie de la colonne vertébrale, Paris, G. Carré, coll. « Bulletin scientifique de la France et de la Belgique / Travaux du laboratoire de Wimereux », 1892 (BNF 30346747)
- Louis Dollo, La Vie au sein des mers : la faune marine et les grandes profondeurs, les grandes explorations sous marines, les conditions d'existence dans les abysses, la faune abyssale, Paris, J.-B. Baillière et fils, coll. « Bibliothèque scientifique contemporaine », 1891 (BNF 30346750, lire en ligne)
- Louis Dollo, Expédition antarctique belge (1897-1899) ; résultats du voyage du S. Y. Belgica en 1897 - 1898 - 1899 sous le commandement de A. de Gerlache de Gomery; rapports scientifiques : Zoologie : Poissons, Anvers, impr. J.-E. Buschmann,, coll. « Expédition antarctique belge », 1904 (BNF 35669106, lire en ligne)
- Louis Dollo, La Paléontologie éthologique, 1910

Traductions par Louis Dollo
- John Tyndall, Les Microbes (1882)
- Rudolf Hoernes, Manuel de paléontologie (1886) traduit de l'allemand
- Wilhelm Krause, Manuel d'anatomie humaine (1887-89) traduit de l'allemand

Rééditions de communications scientifiques de Louis Dollo
- Stephen Jay Gould, Dollo on Dollo's Law : Irreversibility and the Status of Evolutionary Laws, coll. « Journal of the History of Biology / 3, No.2:189-212 », 1970
- Stephen Jay Gould (dir.), Louis Dollo's papers on paleontology and evolution : Original Anthology, New York, Arno Press, 1980
- David B. Weishampel et Nadine M. White (éditeurs), The Dinosaur Papers, Smithsonian Institution Books, Washington, 2003.
- Schlosser on Creodonta and Phenacodus ; Dollo on extinct tortoises ; E D Cope ; Amer. Naturalist. 20. 965-968. 1886 ; Philadelphia, 1886
- Dollo's papers ; William Bateson; William Coleman ; OCLC 122347511

## Biographies de Dollo
- Othenio Abel, Louis Dollo, Zur Vollending seines seibzigsten Lebensjahare ; Paleobiologia 1:7-12 (1928)
- Othenio Abel, “Louis Dollo. 7 Dezember 1857–19 April 1931. Ein Rückblick und Abschied”, in: Palaeobiologica, 4. 321–344 (1931).
- Victor Émile van Straelen, Louis Dollo : Notice biographique avec liste bibliographique. Bulletin du musée royal d'histoire naturelle de Bruxelles 9(1):1-27 (1933).
- N. N. Yakovlev, “Memoirs about Louis Dollo,” Ezhegodn. Vsesoyuzn. Paleontol. O-va 10, 4–9 (1935).
- P. Brien, “Notice sur Louis Dollo,” Ann. Acad. R. Belg. Not. Biograph. 1, 69–138 (1951).
- L. Sh. Davitashvili, “Louis Dollo,” in Questions of the History of Sciences and Engineering, vol. 3. pp. 103–108 (Moscow, 1957).
- N. N. Yakovlev, Memoirs of a Geologist Paleontologist (Nauka, Moscou, 1965).
- L. K. Gabunia, “Dollo Louis Antone Marie Joseph,” in Dictionary of Scientific Biography (New York), vol. 4, pp. 147–148 (1971)
- L. K. Gabunia, Louis Dollo (1857–1931) (Nauka, Moscou, 1974).
- Yu. Ya. Soloviev, Louis Dollo, Paleontologicheskii Zhurnal, 2008, No. 6, pp. 103–107.
- Yu. Ya. Soloviev, 150th Anniversary of the birth of Louis Dollo (1857–1931), Paleontological Journal, volume 42, Issue 6, pp 681–684, octobre 2008
- « Ré-évolution et Loi de Dollo », L'Ingénieur, revue de l'association des Centraliens de Lille, no 281,‎ janvier/février 2014, p. 3-4 (ISSN 0399-8304)